# Rödvingad vadarsvala
Rödvingad vadarsvala (Glareola pratincola) är en vadare i familjen vadarsvalor. Fågeln häckar i varmare delar av Europa, delar av tropiska Afrika och i sydvästra Asien. Vintertid flyttar vissa populationer till Afrika strax söder om Sahara, medan andra är kortflyttare eller stannfåglar. Födan består av insekter som den fångar i flykten eller på marken. Vadarsvalor är sociala fåglar som både häckar, födosöker och flyttar i flock. Arten minskar i antal men anses ändå vara livskraftig.

## Utseende och fältkännetecken
Rödvingad vadarsvala är 24–28 cm lång med ett vingspann på 60–70 cm, och ungefär stor som en kustpipare, men med kortare ben och längre vingar. Den har korta ben, långa spetsiga vingar, kluven stjärt och kort näbb, vilket är anpassningar för att fånga föda i flykten. På en stående fågel sticker stjärten oftast ut bakom de svarta vingspetsarna. Ovansidan, huvudet och haka och bukens främre del är matt mellanbruna. De övre vingtäckarna är också mellanbruna vilket kontrasterar tydligt gentemot de mörkare pennorna. Bakkanten på vingen är vit. Buken, över- och undergump är vita och stjärten svart. Vingarnas undre täckare är rödbruna men kan ofta se helmörka ut i skugga. Den har ett vitt streck under de proportionellt ganska stora svarta ögat.

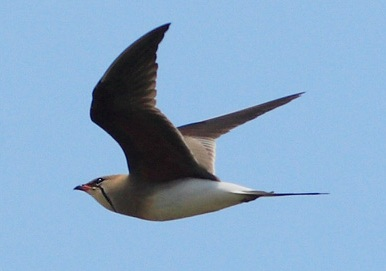

I sommardräkt har den adulta fågeln en tydligt röd näbbrot och en ljust gulvit haklapp som avgränsas av ett tydligt svart streck. Vintertid saknas det röda på den mörka näbben och likaså det svarta strecket runt haklappen. Juvenilen är kraftigt vattrad och ter sig mer grå i färgen. Den har även ett brett mörkare vattrat bröstband. Könen är lika.
I fält krävs det goda observationer av arten för att kunna skilja den ifrån andra vadarsvalor, som svartvingad vadarsvala och orientvadarsvala, som båda kan förekomma i samma utbredningsområde. Den senare arten har också rödbrun undervinge men är mer korstjärtad.

## Läten
Rödvingade vadarsvalans läten är genomsträngande och nasala, i flykten korta "kitt" eller "kittick". Spellätet på våren är rytmiska, femstaviga "kyrre-kek kittick".

## Utbredning och systematik
Rödvingad vadarsvala häckar i de varmare delarna av Europa, sydvästra Asien och i Afrika. Nominatformen pratincola som lever i Eurasien är flyttfågel och övervintrar i tropiska Afrika, medan många av de afrikanska häckningspopulationerna är partiella flyttfåglar och andra är stannfåglar.
Rödvingad vadarsvala delas vanligen upp i tre underarter:
- vanlig rödvingad vadarsvala[7] Glareola pratincola pratincola – nominatformen är en flyttfågel som häckar från Europa och österut till Balkhashsjön och Pakistan;  övervintrar söder om Sahara men norr om 5°N.
- Glareola pratincola fuelleborni (Neumann, 1910), inkl. limbata – förekommer från Senegal och österut till Etiopien och Eritrea, och söderut till Kenya, Namibia och Sydafrika
- Glareola pratincola erlangeri (Neumann, 1920) – häckar utmed kusten av södra Somalia och norra Kenya

Underarten erlangeri inkluderas ofta i fuelleborni.
Den hybridiserar sällsynt med svartvingad vadarsvala (G. nordmanni) och orientvadarsvala (G. maldivarum) behandlades tidigare ofta som underart till rödvingad vadarsvala.

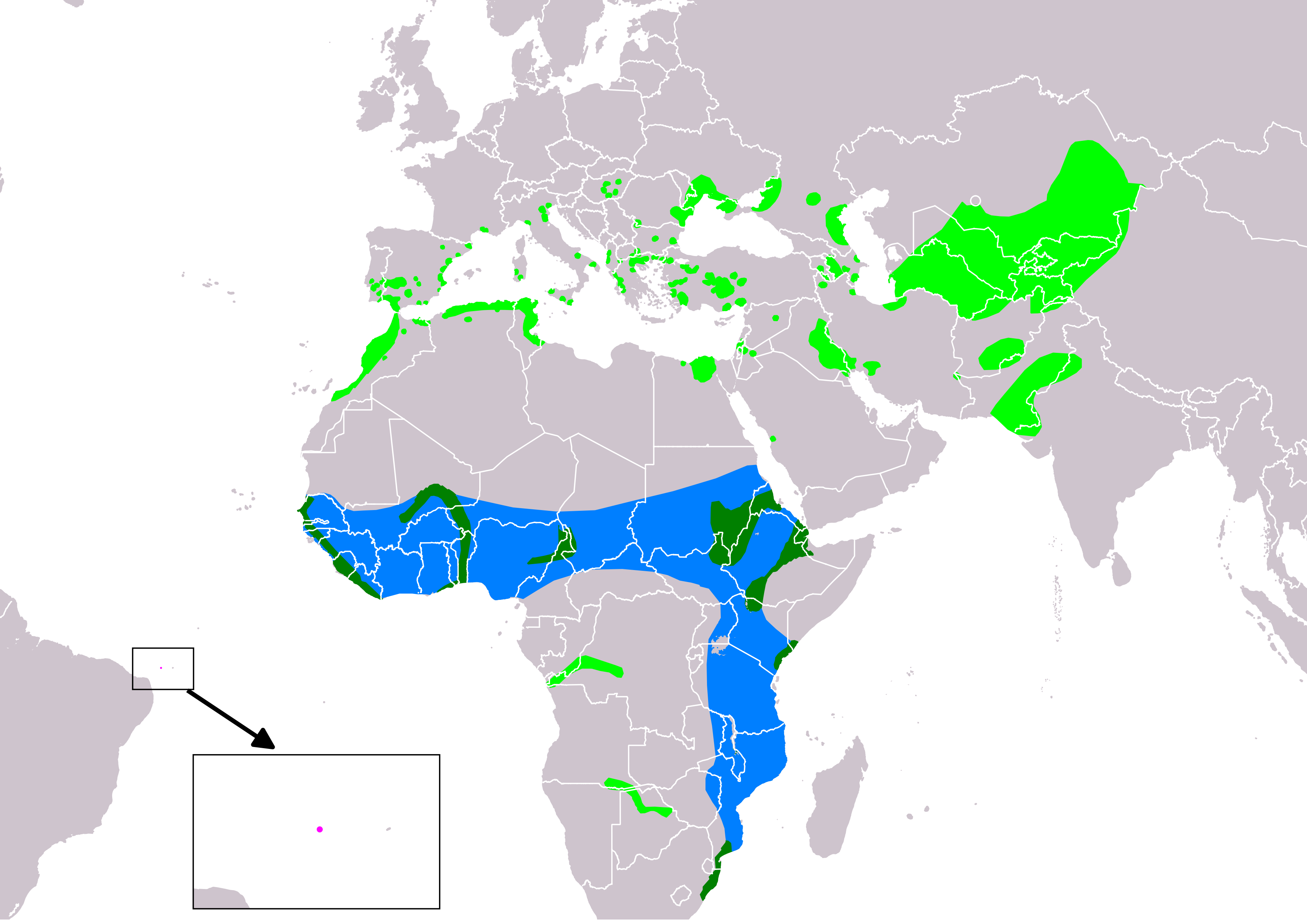
Utbredningsområdet för rödvingad vadarsvala, där ljustgrönt betecknar vistelse häckningstid, blått övervintringsområde och mörkgrönt förekomst året runt.

### Förekomst utanför utbredningsområdet
Rödvingad vadarsvala är en ovanlig besökare norr om sitt utbredningsområde och har exempelvis observerats på Island, i Norge, Sverige, Danmark, Storbritannien, Irland, Estland och Lettland. Den har även observerats på öar som Madeira, Kap Verde, Barbados. Maskarenerna, Mauritius, Seychellerna och Sri Lanka, men även i Kina och vid ett tillfälle i Brasilien. I Sverige observerades den första gången 1962 och fram till 2020 hade 26 individer observerats i landet.

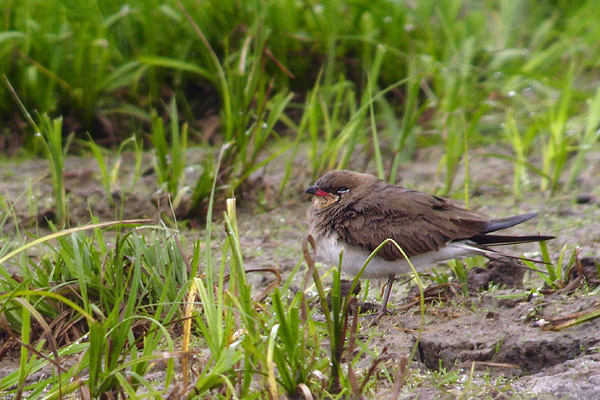
En "felflugen" adult rödvingad vadarsvala i sommardräkt fotograferad den 30 maj 2005 i Stockholm.

## Ekologi

### Biotop
De rödvingade vadarsvalorna lever i öppna landskap med låg vegetation och tillgång på sötvatten, som slättlandskap som genomkorsas av kanaler, fuktig ängsmark, åkermark med diken eller områden invid vassträsk. I Afrika förekommer den vid upplöjd åkermark, nyligen avbränt slättlandskap, oftast i närheten av större floder. Under flytten uppträder de i oaser, utmed kuster och vid vattenreservoarer. 

### Levnadssätt

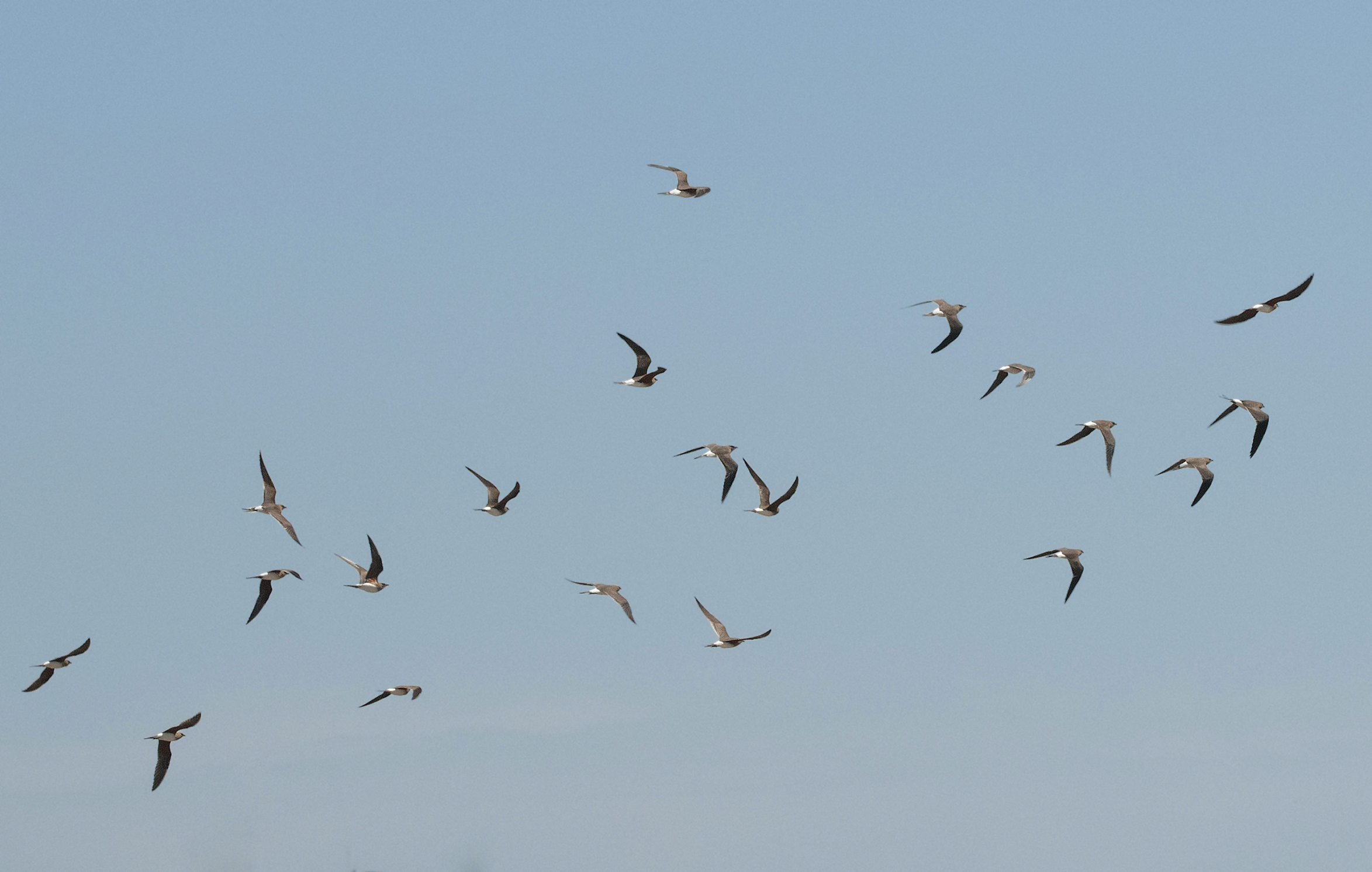
Vadarsvalor är sociala fåglar som både häckar, födosöker och flyttar i flock.

Likt andra vadarsvalor är rödvingad vadarsvala en utpräglad flockfågel året runt och flockar på mer än 1 000 individer observeras under flytten. Även på häckplats ses den ofta i flock nära vatten i skymningen på jakt efter insekter.

### Häckning
Vadarsvalorna häckar i glesa kolonier på tio till 20 par, eller upp till 100, och boet är en uppskrapad grop, direkt på marken. Den lägger i genomsnitt tre ägg, men kullar med ett till fyra ägg förekommer. Båda föräldrarna ruvar äggen i 17–19 dagar och de tar också hand om ungarna tillsammans. Ungarna bli flygga efter 25–30 dagar.

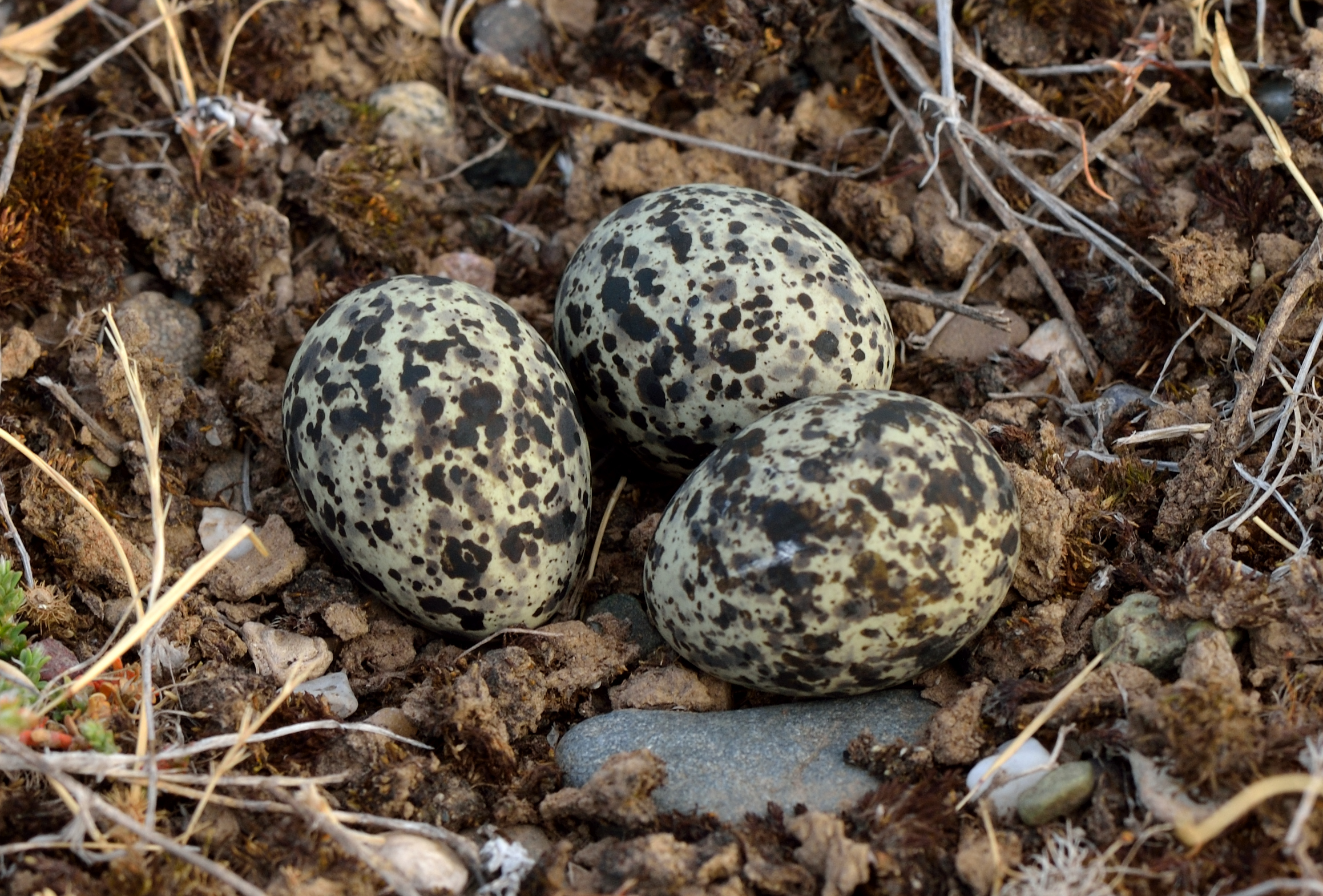
Likt många andra vadarfåglar lägger vadarsvalan äggen direkt på marken i en uppskrapad grop.

### Föda
Vadarsvalorna är ovanliga bland vadarna eftersom de vanligtvis fångar insekter i luften, likt svalor, men de födosöker även på marken. Födan består främst av stora insekter som hopprätvingar, skalbaggar, tvåvingar och termiter, men även spindlar och mollusker. 

## Status
Rödvingad vadarsvala har ett stort utbredningsområde som uppskattas till 1 000 000–10 000 000 km² och en global population på 160 000–600 000 individer. Det europeiska beståndet tros bestå av mellan 7 800 och 14 900 par. Den tros minska i antal, dock inte tillräckligt kraftigt för att den ska anses vara hotad. Internationella naturvårdsunionen IUCN kategoriserar den därför som livskraftig (LC).

## Namn
Rödvingade vadarsvalans vetenskapliga artnamn pratincola betyder "ängsinvånare", av latinets pratum för "äng" och incola, "invånare".